# Enrique Fuentes Quintana
Enrique Fuentes Quintana (Carrión de los Condes, Castella i Lleó 1924 - Madrid 2007) és un dels economistes espanyols de la segona meitat del segle xx que ha tingut major influència acadèmica i social especialment en el camp de la Hisenda Pública.

## Biografia
Nasqué al poble palentí de Carrión de los Condes el 13 de desembre de 1924 i va estudiar a la Universitat Complutense de Madrid, on es va doctorar en Dret el 1948 i en Ciències Polítiques i Econòmiques el 1956. Ha estat catedràtic d'Economia Política i Hisenda Pública de la Universitat de Valladolid (1956-1958), catedràtic d'Hisenda Pública i Dret Fiscal a la Facultat de Ciències Polítiques, Econòmiques i Comercials de la Universitat Complutense de Madrid (1958-1978), catedràtic d'Economia Aplicada de la Universitat Nacional d'Educació a Distància (UNED) (1978-1990) i és professor emèrit d'aquesta mateixa Universitat des de 1990.
Ha estat nomenat Doctor Honoris causa per les Universitats de Valladolid (1990), Oviedo (1991), Sevilla (1993), Castella-la Manxa (1995), Saragossa (1995), Santiago de Compostel·la (1996) i Alcalà d'Henares (1996). Fuentes Quintana morí el 6 de juny de 2006 a la ciutat de Madrid.

## Activitat professional
Va estar lligat al grup d'economistes del diari Arriba. En l'administració pública, a més de Tècnic Comercial de l'Estat des de 1951, ha estat director del Servei d'Estudis del Ministeri de Comerç i de la prestigiosa revista Información Comercial Española de 1958 a 1970. D'aquí va passar a ser director de l'Institut d'Estudis Fiscals i director d'Hisenda Pública Espanyola (1970-1978) i altres publicacions d'aquest Institut. Ha estat també Director General de la Fundació Fondo para la Investigación Económica y Social  (FIES) de les Caixes d'Estalvis Confederades (1979-1995), i de les revistes Papeles de Economía Española, Perspectivas de Sistema Financiero, Economía de las Comunidades Autónomas i Cuadernos de Información Económica.

## Activitat política
El juliol de 1977 va ser nomenat Vicepresident segon per a Assumptes Econòmics en un dels governs de Adolfo Suárez, des del qual va portar a terme el Programa de Sanejament i Reforma Econòmica acordat per les forces democràtiques en els Pactes de la Moncloa així com una profunda reforma fiscal que va proporcionar a la Hisenda Espanyola l'equitat i l'eficàcia que el sistema democràtic, acabat d'estrenar, requeria i la va modernitzar conformement al model dominant en la resta del món occidental.
Ha obtingut nombrosos premis i distincions: Premi Príncep d'Astúries de Ciències Socials (1989); Creu de Sant Jordi (1990); Premi Jaime I d'Economia (1993); Premi de Ciències Socials i Humanitats de Castella i Lleó (1994); Premi d'Economia de Castella i Lleó Infanta Cristina (1995); Premi Rei Juan Carlos I d'Economia (1998). Està en possessió de la Gran Creu d'Alfons X El Savi, la Gran Creu de l'Orde de Carles III, la Gran Creu del Mèrit Civil i la Gran Creu fr l'Orde de l'Infant Dom Henrique.